# Церква святого апостола Івана Богослова (Підлісне)
Церква святого апостола Івана Богослова в Підлісному — парафія і храм греко-католицької громади Монастириського деканату Бучацької єпархії Української греко-католицької церкви в селі Підлісне Чортківського району Тернопільської области.
Оголошена пам'яткою архітектури місцевого значення (охоронний номер 2076).

## Історія церкви
Перша письмова згадка про село Дрищів датується 1602 роком. У 1884 році тут освятили дерев’яну церкву. У 1947 році село перейменували на Підлісне.
До 1947 року парафія належала до УГКЦ.
З 1947 по 1991 рік парафія та храм не діяли. У 1989–1991 роках вони були підпорядковані РПЦ.
З 1991 року парафія знову повернулася в лоно УГКЦ.
При парафії діють:
- Спільнота «Матері в молитві».
- Вівтарна дружина.

На території парафії також розташовані хрести парафіяльного значення.

## Парохи
- о. Микола Потилицький (до 1947),
- о. Нестор Дзюбак,
- о. Роман Ворончак (1992—1997),
- о. Петро Заліпа,
- о. Тарас Шмиглик,
- о. Василь Дзяйло,
- о. Руслан Ковальчук (2002),
- о. Степан Гордій (з жовтня 2002).